# Nankinella
Nankinella es un género de foraminífero bentónico de la subfamilia Staffellinae, de la familia Staffellidae, de la superfamilia Fusulinoidea, del suborden Fusulinina y del orden Fusulinida. Su especie tipo es Stafella discoides. Su rango cronoestratigráfico abarca desde el Sakmariense (Pérmico inferior) hasta el Changhsingiense (Pérmico superior).

## Discusión
Clasificaciones más recientes incluyen Nankinella en la superfamilia Staffelloidea, y en la subclase Fusulinana de la clase Fusulinata. Otras clasificaciones incluyen Nankinella en la subfamilia Nankinellinae.

## Clasificación
Se han descrito numerosas especies de Nankinella. Entre las especies más interesantes o más conocidas destacan:
- Nankinella discoides †
- Nankinella orbicularia †

Un listado completo de las especies descritas en el género Nankinella puede verse en el siguiente anexo.